# Edmund Rice
Edmund Ignatius Rice (ur. 1 czerwca 1762 w Callan, zm. 29 sierpnia 1844 w hrabstwie Waterford) – irlandzki Błogosławiony Kościoła katolickiego.

## Życiorys
Był założycielem Kongregacji Braci w Chrystusie i Zgromadzenia Presentation Brothers. Zmarł mając 82 lata w opinii świętości. Został beatyfikowany przez papieża Jana Pawła II w dniu 6 października 1996 roku.